# Iris Falcón
Iris Rocío Falcón Lurita (1 de noviembre de 1973) es una exjugadora de voleibol de Perú. Fue internacional con la Selección femenina de voleibol de Perú. Compitió en los Juegos Olímpicos de Atlanta 1996 y de Sídney 2000 y en el Campeonato Mundial de Voleibol Femenino de 1998.